# Copiula tyleri
Copiula tyleri es una especie  de anfibios de la familia Microhylidae.

## Distribución geográfica
Se encuentra en Nueva Guinea.